# Сезерья
Сезерья́ (фр. Ceyzériat) — коммуна во Франции, находится в регионе Рона — Альпы. Департамент коммуны — Эн. Входит в состав кантона Сезерья. Округ коммуны — Бурк-ан-Брес.
Код коммуны — 01072.

## Население
Население коммуны на 2010 год составляло 2738 человек.
| 1962 | 1968 | 1975 | 1982 | 1990 | 1999 | 2010 |
| ---- | ---- | ---- | ---- | ---- | ---- | ---- |
| 1219 | 1503 | 1761 | 1956 | 2058 | 2390 | 2738 |